# Brice Prairie
Brice Prairie statisztikai település az USA Wisconsin államában, La Crosse megyében. Lakosainak száma 1961 fő (2020. április 1.).

## Története
Brice Prairie nevét Alexander és Lucy Brice úttörő földművesekről kapta, akik 1855-ben telepedtek le ott. Alexander az 1812-es háború amerikai veteránja volt.

## Népesség
A település népességének változása:

| 2010 | 1 887 |
| 2020 | 1 961 |